# 玛瑙珠
玛瑙珠（学名：Solanum diphyllum），又名黄果龙葵，为茄科茄属下的一个种。原产于北部和中部美洲的墨西哥、伯利兹、哥斯达黎加、萨尔瓦多、危地马拉、洪都拉斯和尼加拉瓜。它作为观赏植物在其它亚热带和热带地区广泛栽培，例如南部法国、意大利和台湾。它已在某些地区野化，并在佛罗里达和德克萨斯、美国；爪哇；菲律宾和西印度群岛成为归化物种。
全株有毒，毒素為毛葉冬珊瑚鹼，誤食會引起噁心、嗜睡、腹痛、血壓下降，嚴重可造成死亡。

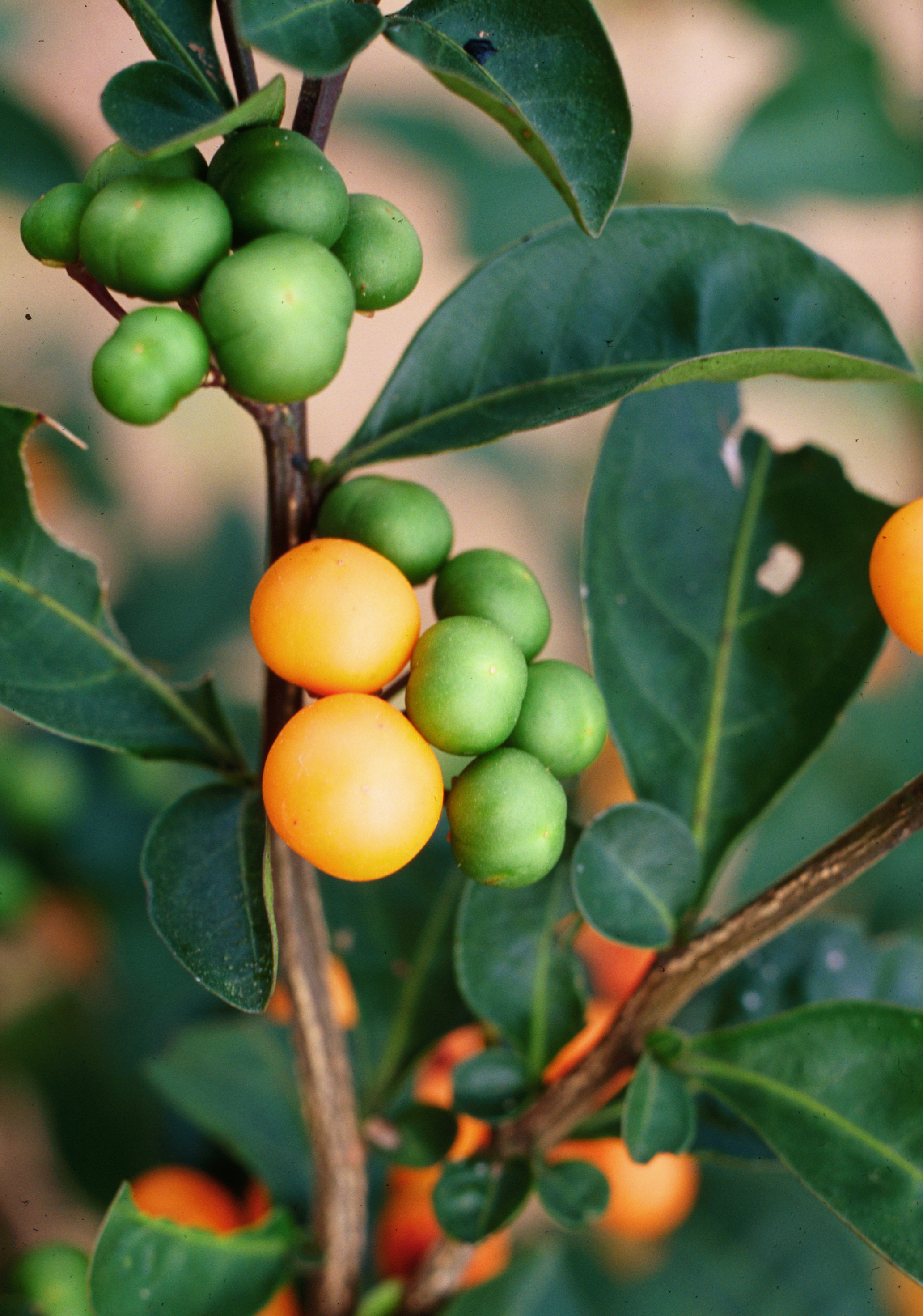
成熟的黃色果實與未成熟的綠色果實。

## 扩展阅读
- 維基物種上的相關：玛瑙珠